# 旧室谷家住宅
旧室谷家住宅（きゅうむろたにけじゅうたく）は兵庫県神戸市須磨区離宮前町にあった木材商・室谷藤七の邸宅。
建築家のウィリアム・メレル・ヴォーリズによりチューダー様式で建てられた。室谷の没後は遺族が相続したが、後に売却されて2007年に解体された。
跡地は三井不動産レジデンシャルに売却され、分譲マンション「パークコート須磨離宮公園前」に生まれ変わった。

## 建築概要
- 設計 - ヴォーリズ建築事務所
- 施工 - 竹中工務店
- 竣工 - 1934年（昭和9年）
- 構造 - 1階レンガ造、2～3階木造建
- 所在地 - 兵庫県神戸市須磨区離宮前町2-9

## 略歴
- 1934年 - 建築が始まる。
- 1935年 - 完成。
- 1945年 - アメリカ空軍によって、通りの向こう側の武庫離宮が爆撃破壊されたが、室谷邸は無事。
- 1946年 - 日本政府の管理下におかれ、アメリカ陸軍将校とその家族が移り住んできたため、室谷家の人々は屋敷の隅に追いやられた。
- 1951年 - 屋敷は元の持ち主に返還される。
- 1995年 - 1月17日の阪神・淡路大震災で煙突が倒れかかったが、応急処置の後、8月に復興させた。建物内の壁に亀裂ができたが、生活するには支障が無かった。
- 1996年12月20日 - 国の登録有形文化財に登録される[1]。
- 2000年 - 神戸市指定文化財に薦められたが断った。理由は家の一部に住みながら一般に開放するのは、セキュリティ上不安だったため。行政（神戸市）に買上げを申し出るが、財政難の為断られる。
- 2005年 - 姫路の不動産会社ハウジングタイホーより買収の申出があり、条件として建物は美術館として保存することで売買契約が成立する。
- 2006年 - 1月末に明け渡された。年末に建物の取り壊しが新聞にて報じられる。町内の有志や学識者、ヴォーリズ事務所が神戸市教育学部文化財課へ取り壊し中止を申入れたが、受け入れられず。
- 2007年3月 - 買主により建物は取り壊され、更地となった。
- 2007年12月5日 - 登録有形文化財としての登録が抹消された[1]。
- 2010年 - 跡地を三井不動産レジデンシャルが買い受け、分譲マンション「パークコート須磨離宮公園前」を建設。